# ایمین

ساختار کلی یک ایمین

ایمین یک گروه عاملی یا ترکیب شیمیایی است که یک پیوند دوگانه کربن-نیتروژن دارد. یک آمین می‌تواند از راه افزایش هسته‌دوستی یک کتون یا آلدهید با آمونیاک یا یک آمین که به تشکیل یک همی‌آمینال -C(OH)(NHR)- می‌انجامد، فرآوری شود. این همی‌آمینال با از دست دادن آب به ایمین تبدیل می‌شود.

## نگارخانه